# Tokura Kenichiro
Kenichiro Tokura (sinh ngày 31 tháng 5 năm 1971) là một cầu thủ bóng đá người Nhật Bản.

## Sự nghiệp câu lạc bộ
Kenichiro Tokura đã từng chơi cho Verdy Kawasaki, Kawasaki Frontale, Gamba Osaka, Kyoto Purple Sanga và Shonan Bellmare.